# Добсон (Северна Каролина)
Добсон (енгл. Dobson) град је у америчкој савезној држави Северна Каролина.

## Демографија
По попису из 2010. године број становника је 1.586, што је 129 (8,9%) становника више него 2000. године.
| Група             | 2000.         | 2010.         |
| Белци             | 1.022 (70,1%) | 1.111 (70,1%) |
| Афроамериканци    | 57 (3,9%)     | 66 (4,2%)     |
| Азијати           | 0 (0,0%)      | 5 (0,3%)      |
| Хиспаноамериканци | 376 (25,8%)   | 389 (24,5%)   |
| Укупно            | 1.457         | 1.586         |